# Zavižan
Zavižan tudi Veliki Zavižan je hrvaški planinski vrh na Velebitu.
Zavižan je 1676 mnm visok stroržičast vrh, ki leži nad Zavižansko kotlino v nacionalnem parku Velebit. V bližini vrha se nahajata botanični rezervat Zavižan-Balinovac-Velika kosa, pod planino Vučjak (1594 mnm) pa stoji Planinski dom Zavižan, ki je najvišja stoječa planinska koča na Hrvaškem. Dom je stalno oskrbovan. V njem živi 
meteorolog, ki je istočasno tudi oskrbnik doma. Okrog stavbe so razpostavljene meteorološke merilne naprave. Tudi meteorološka postaja Zavižan je najvišje ležeča meteorološka postaja na Hrvaškem.
Dostop do planinskega doma je mogoč tudi z avtomobilom. Pri zaselku Oltare, okoli 1 km pred 1018 mnm visokim istoimenskim prelazom, na cesti Sveti Juraj - Krasno Polje - Otočac se odcepi deloma asfaltirana, deloma makadamska cesta, ki nas po približno 17 km pripelje do parkirišča pri planinskem domu.